# Luganszki Népköztársaság
A Luganszki Népköztársaság (oroszul: Луганская Народная Республика, Luganszkaja Narodnaja Reszpublika, rövidítve ЛНР vagy LNR) egy vitatott státuszú entitás Kelet-Európában, amely 2014. április 27-én szakadt el Ukrajnától. A kelet-ukrajnai háború során orosz támogatással harcoló szeparatisták által kikiáltott ország függetlenségét az ENSZ tagországai közül egyedül Oroszország, Szíria és Észak-Korea ismeri el. Az államalakulat az ukrajnai Luhanszki terület egészére sajátjaként tekintett, de csak a déli részét tartotta ellenőrzése alatt. 2022-ben azonban az Ukrajna elleni orosz invázió során július 3-ra az egész terület orosz megszállás alá került. Fővárosa Luganszk. A népköztársaság vezetője 2018 óta Leonyid Paszicsnyik. 2022. szeptember 30-án Oroszország annektálta a területet, mint föderációs alany (köztársaság), de Ukrajna és a nemzetközi közösség legnagyobb része a szomszédos Donyecki Népköztársasággal és a Krími Köztársasággal együtt Ukrajna Oroszország által ideiglenesen megszállt területének tekinti.

## Földrajz

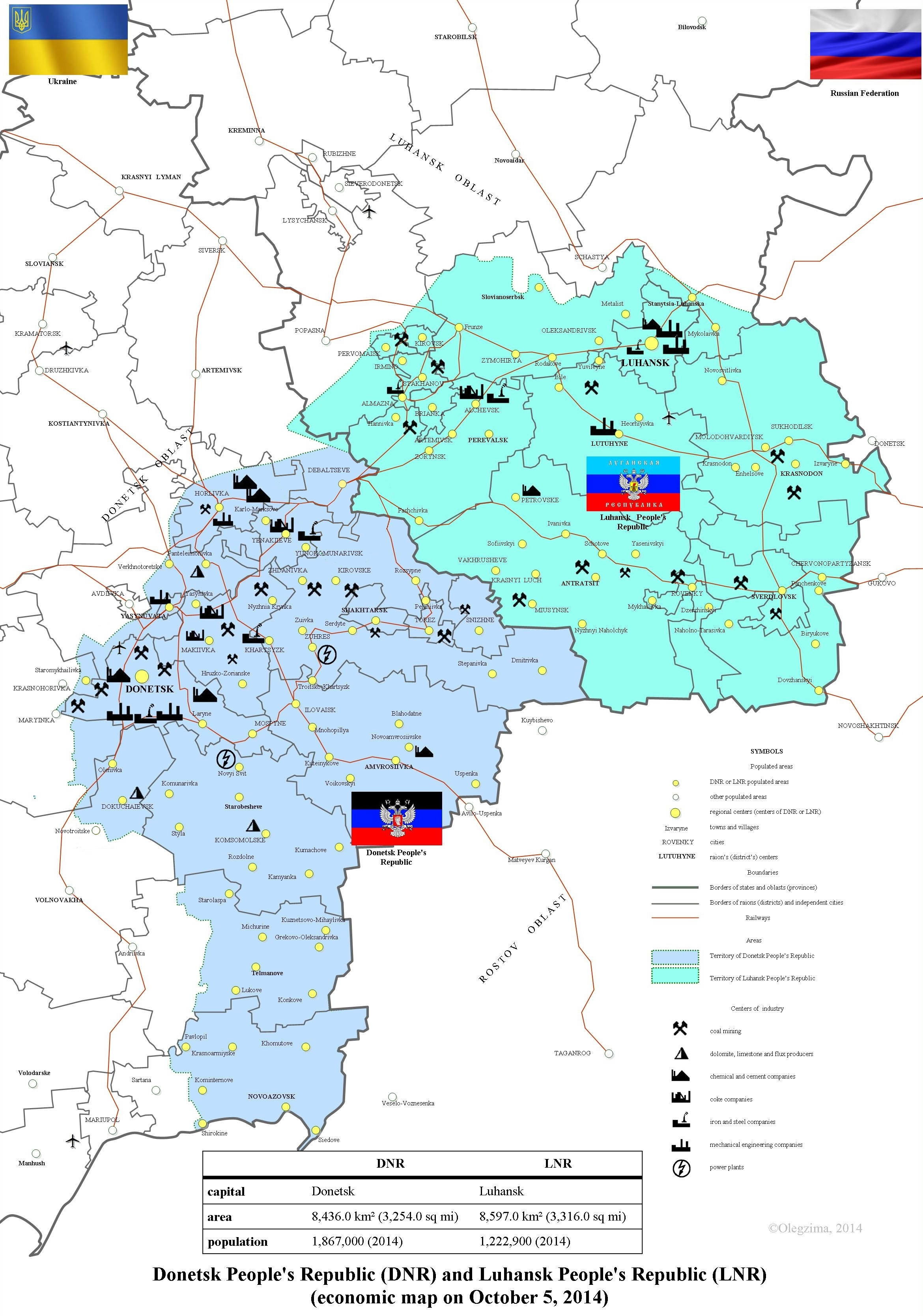
A Luganszki és a Donyecki Népköztársaság által kontrollált terület 2015 és 2022 között

A Luganszki Népköztársaság a keleti félgömb 38° és 39° hosszúsági körei között és az északi félteke 47° és 48° szélességi körei között, Európa keleti részén helyezkedik el, a Kelet-európai-síkvidék déli részéhez tartozó Donyec-medencében. Keleten és délen Oroszország, nyugaton a Donyecki Népköztársaság, északon pedig a Luhanszki terület ukrán ellenőrzés alatt álló része határolja. Tengerparttal nem rendelkező ország, a legközelebbi tenger a déli irányban található Azovi-tenger. A népköztársaság a Luhanszki terület 26 684 km²-es területéből 8377 km²-t tart ellenőrzése alatt (ez 32%), itt él a megye lakosságának 64%-a, 1 464 000 fő (2018). A szakadár állam a megye egész területét magáénak követeli, a valóságban a határt a 2015 óta nagyrészt állandósult frontvonal jelenti, amely a Donyec-folyó vonalát követi. Ez alól az egyetlen jelentős kivételt az ukrán kézen lévő Liszicsanszk városa és a környező terület jelent, amely mintegy hídfőállásként a folyó déli partján fekszik.
2022 februárjában Oroszország megtámadta Ukrajnát és a háború március másodikai állása szerint az egyesült orosz és luhanszki csapatok megszállták a megye északkeleti részét is és Liszicsanszk is ostrom alatt van.

### Domborzat

Luhanszk domborzati térképe, alapvetően a Donyec-folyótól délre fekvő területek tartoznak a népköztársasághoz

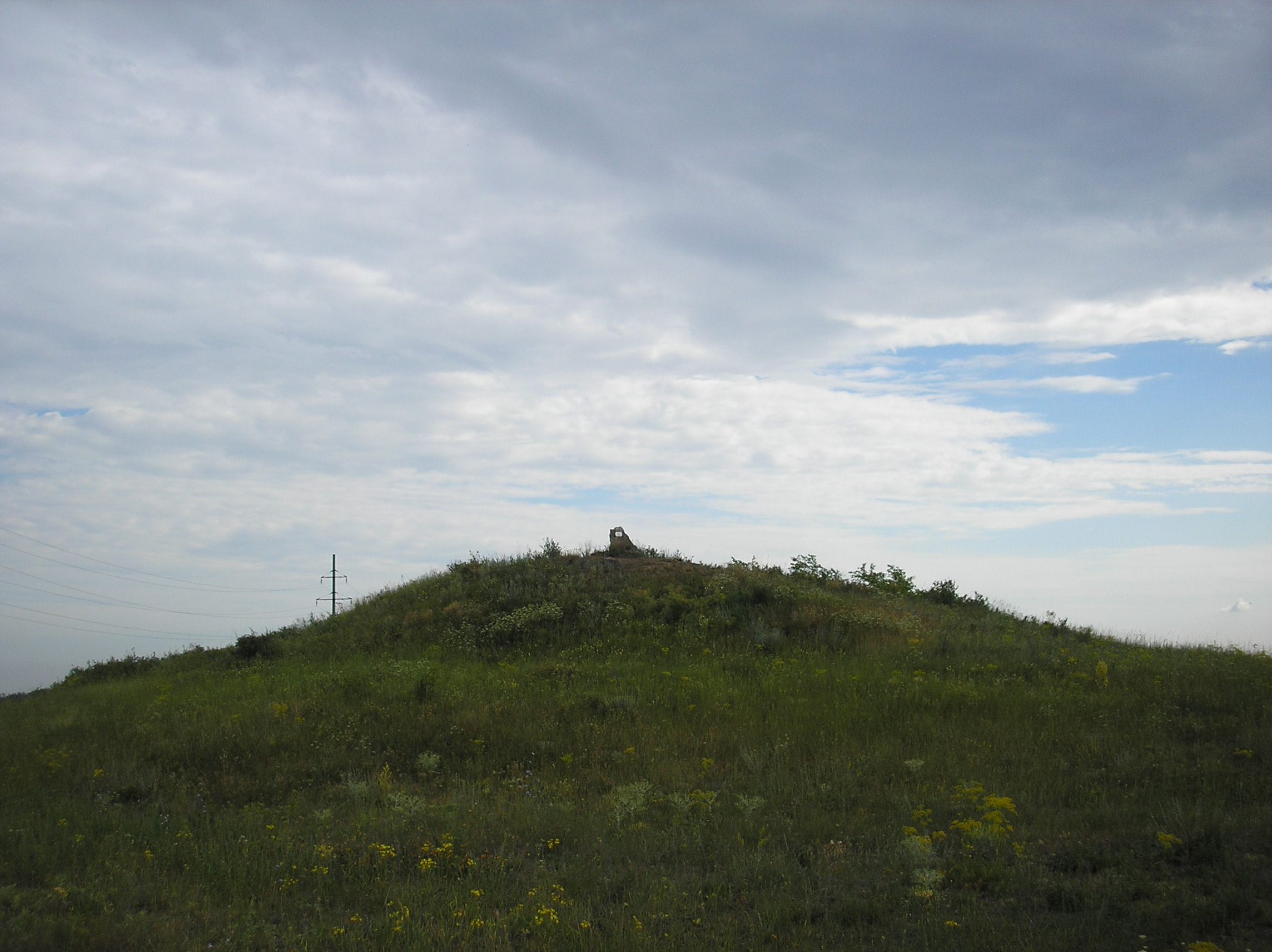
A Luganszki Népköztársaság legmagasabb pontja, a Mohila Mecsetna (Могила Мечетна)

Amíg Luhanszk északi, ukrán igazgatás alatt álló része az alacsony fekvésű Donyec-alföldön fekszik, addig a szakadárok által ellenőrzött déli részen a Donyeci-hátság húzódik végig. A földtanilag gyűrt eredetű mészkődombságra jellemző a hullámzó felszín, amit kisebb denudációs síkságok szakítanak meg. Luhanszk legmagasabb pontja is itt található, a Mohila Mecsetna 367 m magasra emelkedik. Jellemzők a karsztformák és a földcsuszamlások által keletkezett lejtők, emellett pedig jelentősek az antropogén felszínformák is, elsősorban a kőszénbányászat emlékét őrző meddőhányók. A legjellemzőbb talajtípus a csernozjom, amely a Luhanszki terület 81%-át borítja. Délen, a népköztársaság területén sziklás talajon jött létre a feketeföld, így kevésbé termékeny, mint a megye északi részén található szántóföldek löszös talaja. A terület alig 11%-át borítja erdő, és az alacsonyabban fekvő területeken őshonos sztyepp vegetáció is csak folyópartokon maradt fenn. A Luganszki Népköztársaság ásványkincsekben gazdag, jelentős kőszén és földgáz készletekkel rendelkezik.

### Vízrajz

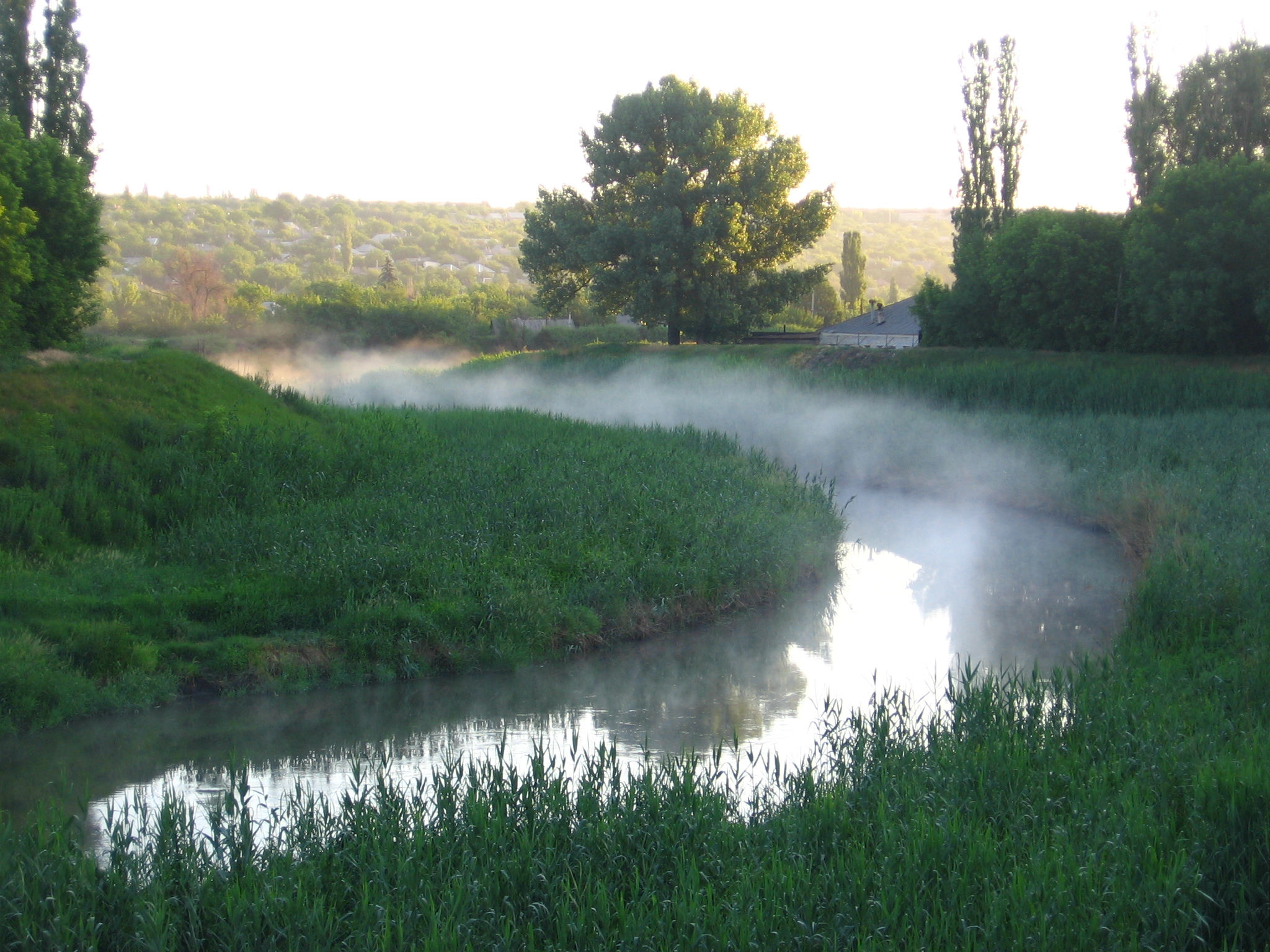
A Luhany-folyó Luhanszknál

Luhanszk folyói ingadozó vízjárásúak. A szakadár állam legfontosabb folyója a Donyec, innen származik a lakosság és az ipar vízellátása is. A második és a harmadik legnagyobb vízfolyás, a Luhany és a Kamisevaha (Камышеваха) is a Donyec mellékfolyója. Még éppen Luhanszkban, a Donyeci-hátság déli oldalán található a Miusz forrása és a vízfolyás vízgyűjtő területéhez tartoznak a dombság déli völgyeinek patakjai is.

### Éghajlat
A Luganszki Népköztársaság Magyarországhoz hasonlóan nedves kontinentális éghajlattal rendelkezik, a nyár forró, a tél hideg, a tenyészidőszak 180 nap hosszú. A középhőmérséklet júliusban 21,5°, ez az érték januárban −6,2°-ra süllyed. Az éves csapadékmennyiség 720 mm, nyaranta és tavasszal hosszú aszályokat tudnak okozni a helyiek által Szuhovej-nek nevezett száraz szelek és ilyenkor gyakoriak a porviharok is.

### Környezeti problémák

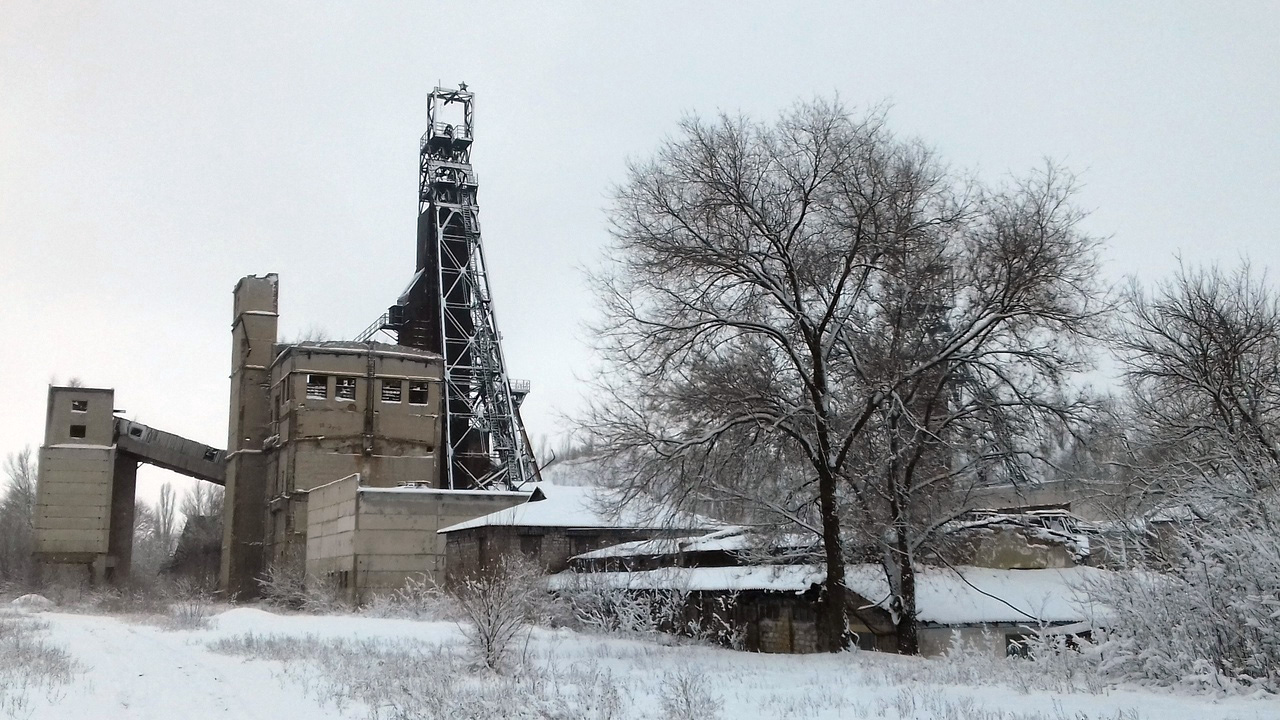
Elhagyatott bánya Kirovszkban

A szénkitermelés és a jelen lévő nehézipar miatt a Donbasz régió már a háború előtt is Ukrajna legszennyezettebb területe volt. A harcok kitörése után számos új környezeti probléma jelent meg és mintegy 4500 ipari létesítmény került a szeparatista oldalra, amelynek a megsemmisülése környezeti katasztrófát okozhat. A donbaszi szakadárok kezére került mintegy 70 bányából 39 bezárt és ezekben a létesítményekben megszűnt a beszivárgó víz kipumpálása, a pumpák gépezeteit egyszerűen eladták ócskavasnak. Mivel a luhanszki szeparatista hatóságok elhanyagolják a régi bányák karbantartását, a járatokból folyamatosan szivárog a nehézfémeket és egyéb mérgező anyagokat tartalmazó bányavíz, ami nem csak az élővilágot pusztítja, hanem bejut a lakosság által fogyasztott ivóvízkészletbe is. A legsúlyosabb veszélyt a Luganszki Népköztársaságban a Zolote bánya jelenti, amely évente 9300 tonna kénnel szennyezett vizet ürít a környező vízfolyásokba. Az állandó harcok és az ágyúzás miatt gyakoriak a súlyos erdőtüzek, 2020-ban például 20 000 hektár erdő égett le, 11 halálos áldozatot követelve. A luhanszki hatóságok eleinte tagadták a problémák létezését, de 2017 szeptemberében már a helyi Természeti Erőforrások Minisztériuma is beismerte hogy tervet kell kidolgozni a teljes ökológiai katasztrófa elkerülésének érdekében.

### Természetvédelmi területek

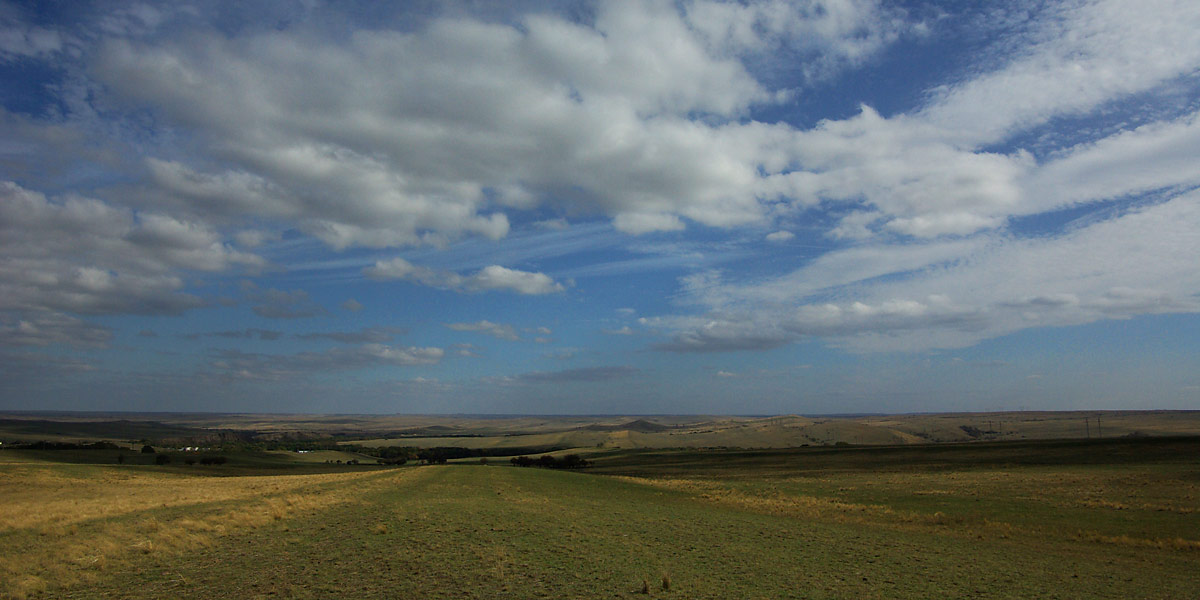
A Provalszkij Sztyepp Természetvédelmi Terület látképe

Számos kisebb védett helyszín mellett a korábbi ukrán természetvédelmi területek közül kettő fekszik részben vagy egészben a népköztársaság területén. A Sztanicsno-Luhanszk Természetvédelmi Terület a Donyec mentén húzódik végig, így itt állandósult a frontvonal. A szórványos harcok és a tüzérség komoly károkat okozott az erdőkben és a védett sztyeppében és mivel az egész terület el van aknásítva, a park dolgozói sem tudják a munkájukat végezni. A Provalszkij Sztyepp Természetvédelmi Terület fölött az ukrán hatóságok már a 2014-ben kezdődött háború elején elvesztették a fennhatóságot, a korai harcokban a terület fele leégett és elpusztult, az élővilág jelenlegi állapota ismeretlen.
A de facto a hatalmat gyakorló szeparatista kormány hogy a korábbi természetvédelmi hatóságot pótolja, létrehozta a Természeti Erőforrások és Ökológiai Biztonság Minisztériumát (MNRES), ezzel is igyekezve demonstrálni kormányzásuk működőképességét. A minisztérium hatáskörébe tartozik az erdőgazdálkodás, a hulladékkezelés és a biodiverzitás megőrzése. A 2019-ben elfogadott Nemzeti Környezetvédelmi Terv (NEP) értelmében kártérítést követelnek Ukrajnától az elszenvedett környezeti károk miatt.

## Történet

### Népességtörténeti háttér
A mai Luhanszk megye területe a 17. század második feléig ritkán lakott volt, majd a Donyec-folyótól délre, tehát a mai népköztársaság területén zaporizzsjai kozákok telepedtek meg, északra pedig doni kozákok érkeztek. A 18. században az Orosz Birodalom annektálta a területet és létrehozta az Új-Oroszországnak (Novorosszija) nevezett kormányzóságot. A terület hatalmas szénmezői jó alapot szolgáltattak a 19. és a 20. század során lezajló iparosításnak. A korábban főleg rurális, ukránok lakta vidékre a korszakban nagymértékű orosz bevándorlás indult meg. Az új városok munkásokból és hivatalnokokból álló lakossága teljesen orosz volt és az ide érkező ukránok is asszimilálódtak. 1919-ben a terület az Ukrán Szovjet Szocialista Köztársaság része lett, de az ukrán nemzetiségűek arányát tovább csökkentette az államilag támogatott oroszosítás és az 1932–33-as holodomor, amely leginkább az ukrán parasztokat sújtotta. Az úgynevezett kozáktalanítás során igyekeztek csökkenteni a doni kozákok részarányát, de ennek ellenére a csoport befolyása nagy maradt. Ezeknek a folyamatoknak az eredményeként 2001-ben már a lakosság 39%-a orosznak vallotta magát, és az ukrán nemzetiségűek fele is az oroszt beszélte anyanyelvként.

### A 2014-es eseménysorozat

#### Anti-Majdan tüntetések

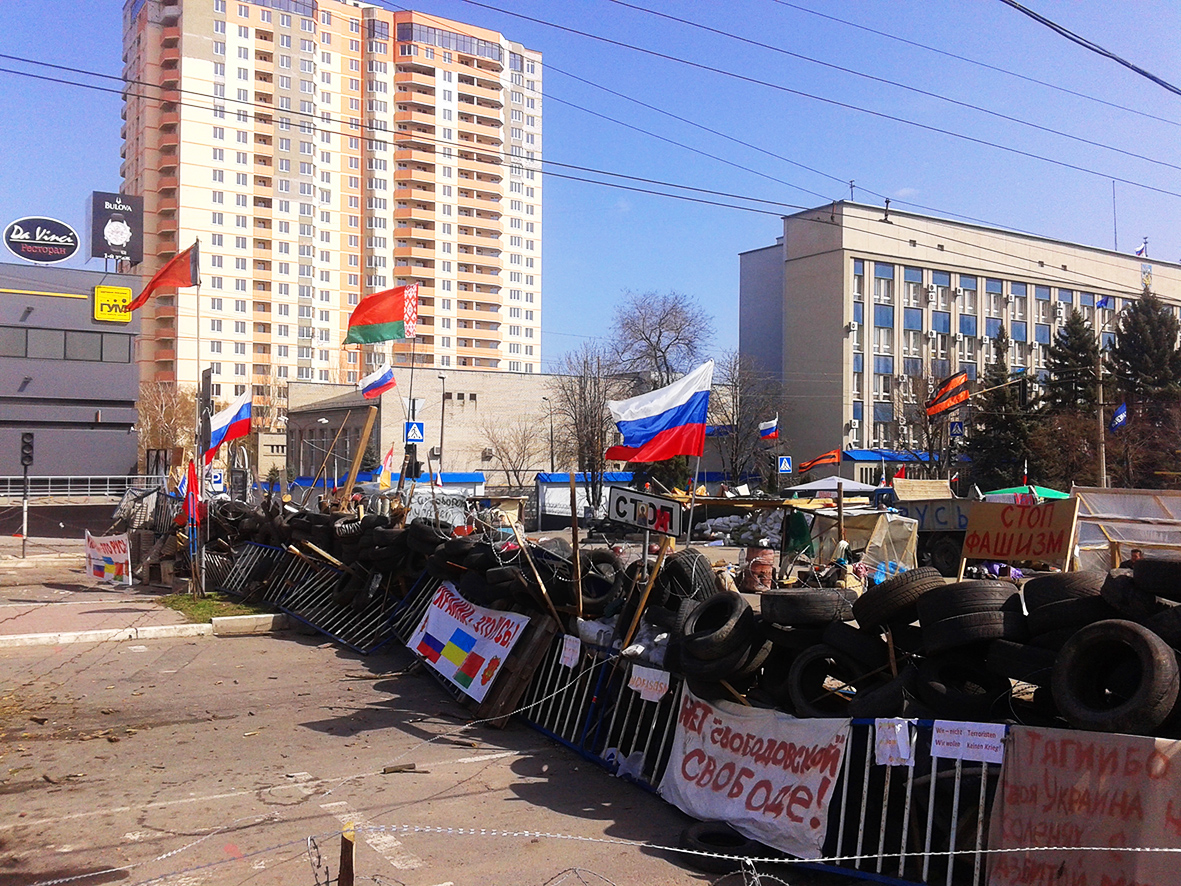
A luhanszki tüntetők barikádja 2014-ben

A donyecki származású Viktor Janukovics 2010 és 2014 között töltötte be Ukrajna elnöki tisztségét és oroszbarát külpolitikája miatt Luhanszk oroszajkú lakosainak körében különösen népszerű volt. Az nyugat-párti fordulatot követelő ukrán tüntetők 2014 februárjában a tiltakozások kiindulópontjaként szolgáló Majdan tér után Euromajdannak elnevezett, több mint 100 áldozatot követelő tüntetéshullám során megbuktatták a kormányt és Janukovics külföldre menekült. Az orosz nemzetiségűek által puccsnak nevezett eseménysorozat hatására Oroszország megszállta a Krím félszigetet, kelet-Ukrajna szerte pedig kitörtek az úgynevezett anti-Majdan tüntetések.
A luhanszki megmozdulások résztvevői Ukrajna föderalizálását, a radikálisabbak pedig az Oroszországhoz való csatlakozást követelték és nem ismerték el az új ukrán kormányt. Április 6-án néhány ezer tüntető elfoglalta az Ukrán Biztonsági Szolgálat (SZBU) épületét Luhanszkban és a hatóságok által bebörtönzött szeparatista vezetők szabadon bocsátását követelte. A tömeg elfogta és lemondásra kényszerítette az új kormány által kinevezett luhanszki kormányzót, Mihajlo Bolotszkihot, majd barikádokat emelt szerte a városban. Az ukrán kormányzat a tüntetések első hullámát még sikeresen visszaverte és 12-én a rendőrök vissza tudták foglalni a megszállt kormányzati épületeket. Április 21-én újabb tüntetéssorozat kezdődött, ekkor a regionális állami adminisztráció épülete (RSA) összegyűlt sokezres tömeg „népi kormányzónak” kiáltotta ki a tiltakozás vezetőjét, Valerij Dmitrijevics Bolotovot.

#### A függetlenség kikiáltása

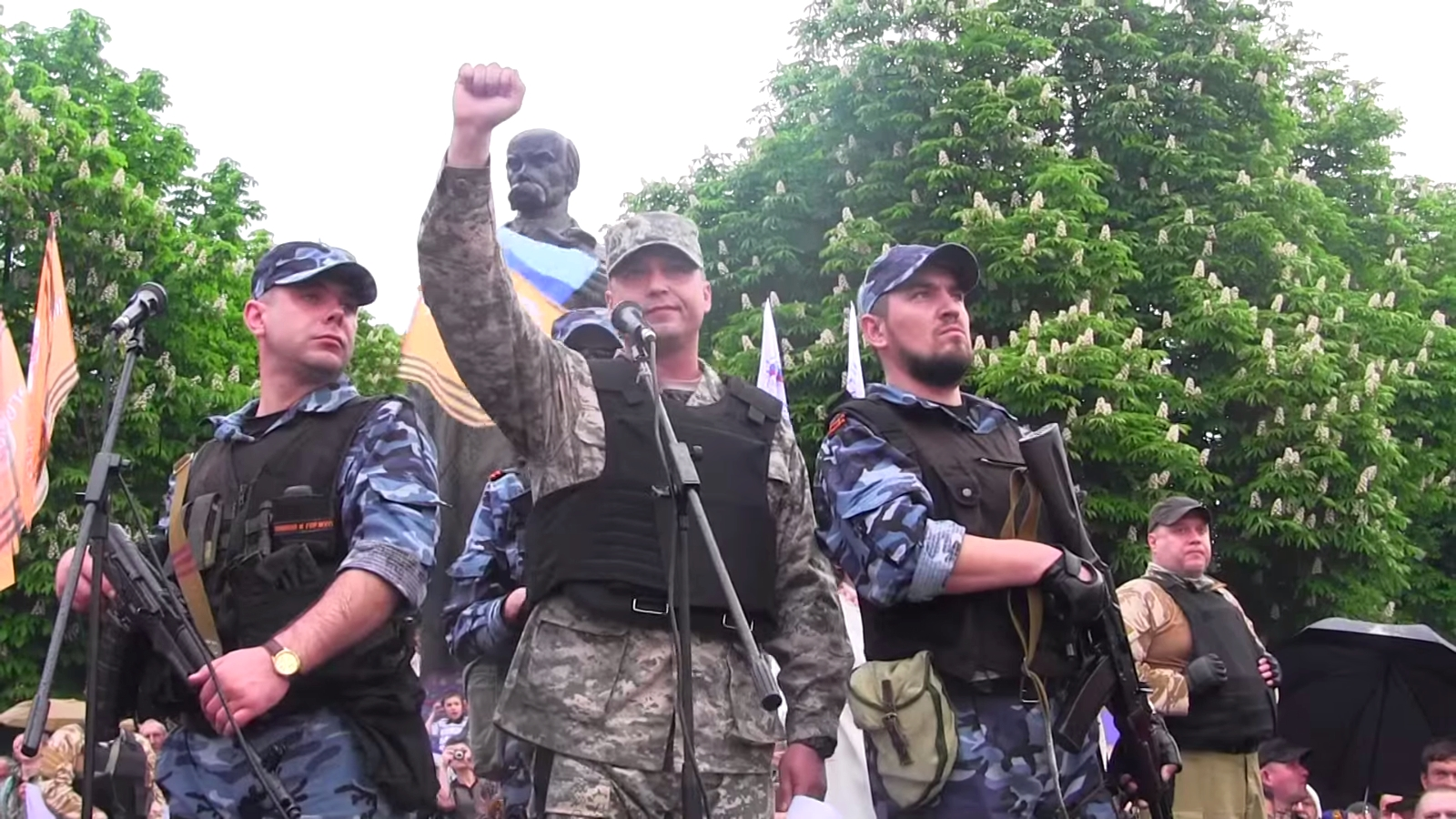
Valerij Bolotov kikiáltja az ország függetlenségét

2014. április 27-én az RSA épülete előtt összegyűlt szeparatista tüntetők kikiáltották a Luganszki Népköztársaságot. Ultimátumot intéztek az ukrán kormányhoz, amelyben egy függetlenségi népszavazás megtartását, az orosz nyelv államnyelvvé tételét, az ország föderalizálását és a letartóztatott zavargók közkegyelemben részesítését követelték. A mozgalom vezetői kijelentették, hogy amennyiben a követelések nem teljesülnek, fegyveres felkelést indítanak. Miután az ukrán hatóságok nem reagáltak, a tüntetők és felfegyverzett helyi milicisták erőszakkal elfoglalták az RSA épületét. Ezzel egy időben a régió számos nagyvárosában vették át a hatalmat a tüntetők és a doni kozák milíciák is aktivizálódtak.
Május 11-én a donyecki és a luhanszki szeparatisták az általuk ellenőrzött városokban függetlenségi népszavazást tartottak. A szavazáson a szakadárok állítása szerint 75%-os részvétel mellett a luhanszki szavazók 96%-a függetlenségre voksolt, az ukrán kormány a részvételi arányt csak 25%-ra becsüli. Mivel nem voltak jelen független megfigyelők, hogy biztosítsák a népszavazás tisztaságát, nem lehet tudni pontosan mi lett az eredmény. Mivel az ukrán alkotmány 73. cikkelyének értelmében nem lehet olyan népszavazást kezdeményezni, amelyen nem vehet részt a teljes ország lakossága, a kormányzat és a nemzetközi közösség is illegitimnek nyilvánította a voksolást. A szavazás után két nappal ismeretlenek merényletet kíséreltek meg Bolotov ellen, majd az ukrán határőrség ejtette foglyul a szeparatista vezetőt, de a hozzá hűséges milicisták kiszabadították. Luganszk a hasonló módon függetlenné vált Donyecki Népköztársasággal közösen megalakította a Novorosszija (Új-Oroszország) elnevezésű konföderációt, amelynek az eredeti tervek szerint Harkiv és Odessza is része lett volna, de ezeken a területeken nem járt sikerrel az orosz felkelés.

#### Háború Ukrajnával

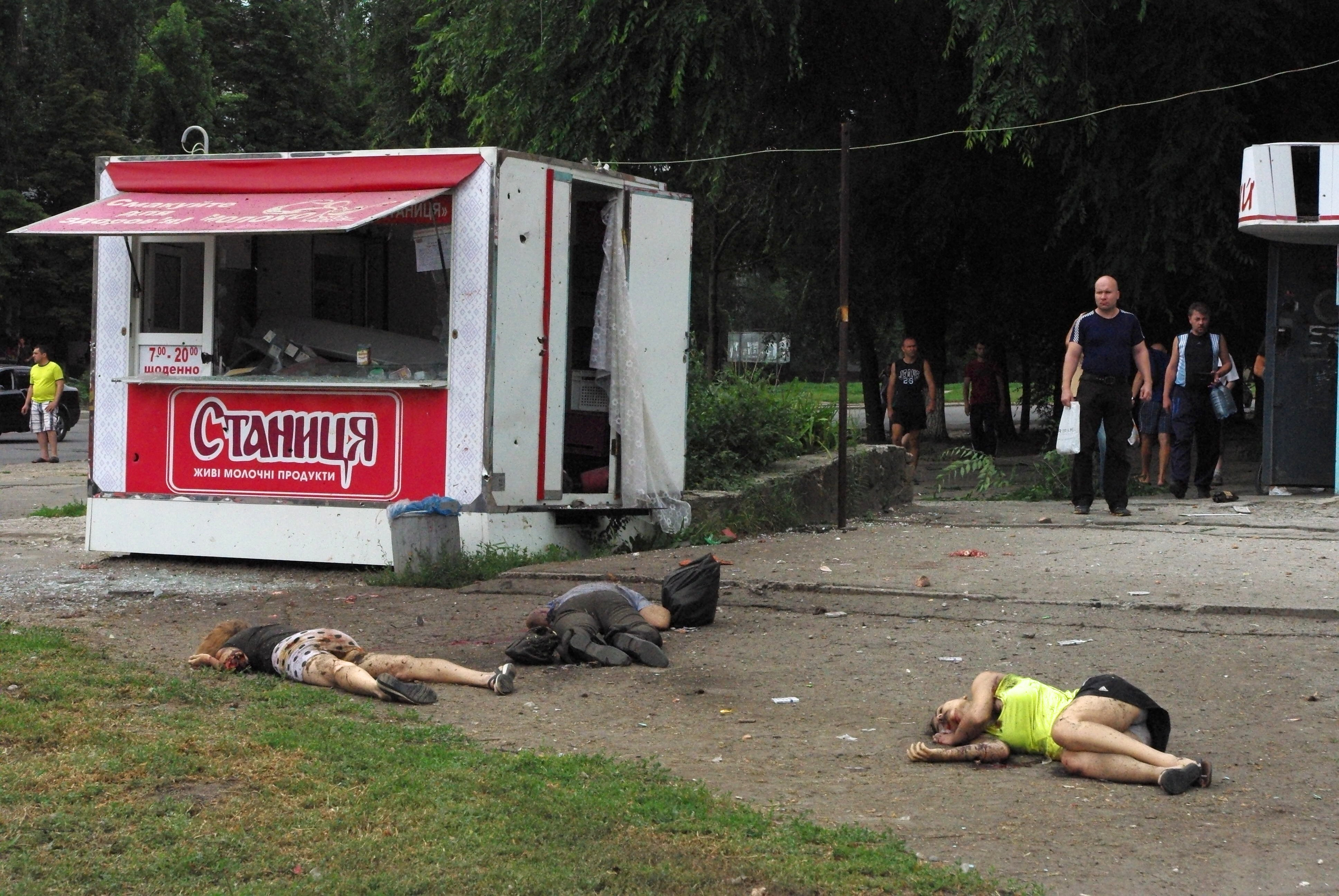
A luhanszki bombázás civil áldozatai (2014. július 18.)

2014 tavaszán kitörtek a harcok az ukrán rendőrség és katonaság, valamint a szeparatista milíciák között. Eleinte a legvéresebb harcok a délebbre fekvő szövetséges Donyecki Népköztársaság területén zajlottak, de a luhanszki és a kozák milíciák is sorra elfoglalták a régiójuk városait.
Ezekre a megmozdulásokra válaszul április 15-én Ukrajna anti-terrorista hadműveletet indított és május 30-ára visszafoglalták a terület (oblaszty) északi részét. A harcok tovább folytatódtak, ami során a népköztársaság erői eleinte sikereket értek el, köszönhetően az orosz határon át folyamatosan érkező fegyverszállítmányoknak és orosz különleges egységek segítettek megszervezni a lázadó sereget. A luhanszki határállomás bevétele során biztosították az összeköttetést az oroszokkal. Június 2-án az ukrán hadsereg rakétákkal támadta Luhanszkot, a becsapódásokban nyolc helyi civil vesztette életét és magas volt a sebesültek száma is. A kormányerők eleinte tagadták a felelősségüket, így az eset a luhanszki erők számára az ukrán erőszak egyik szimbólumává vált.

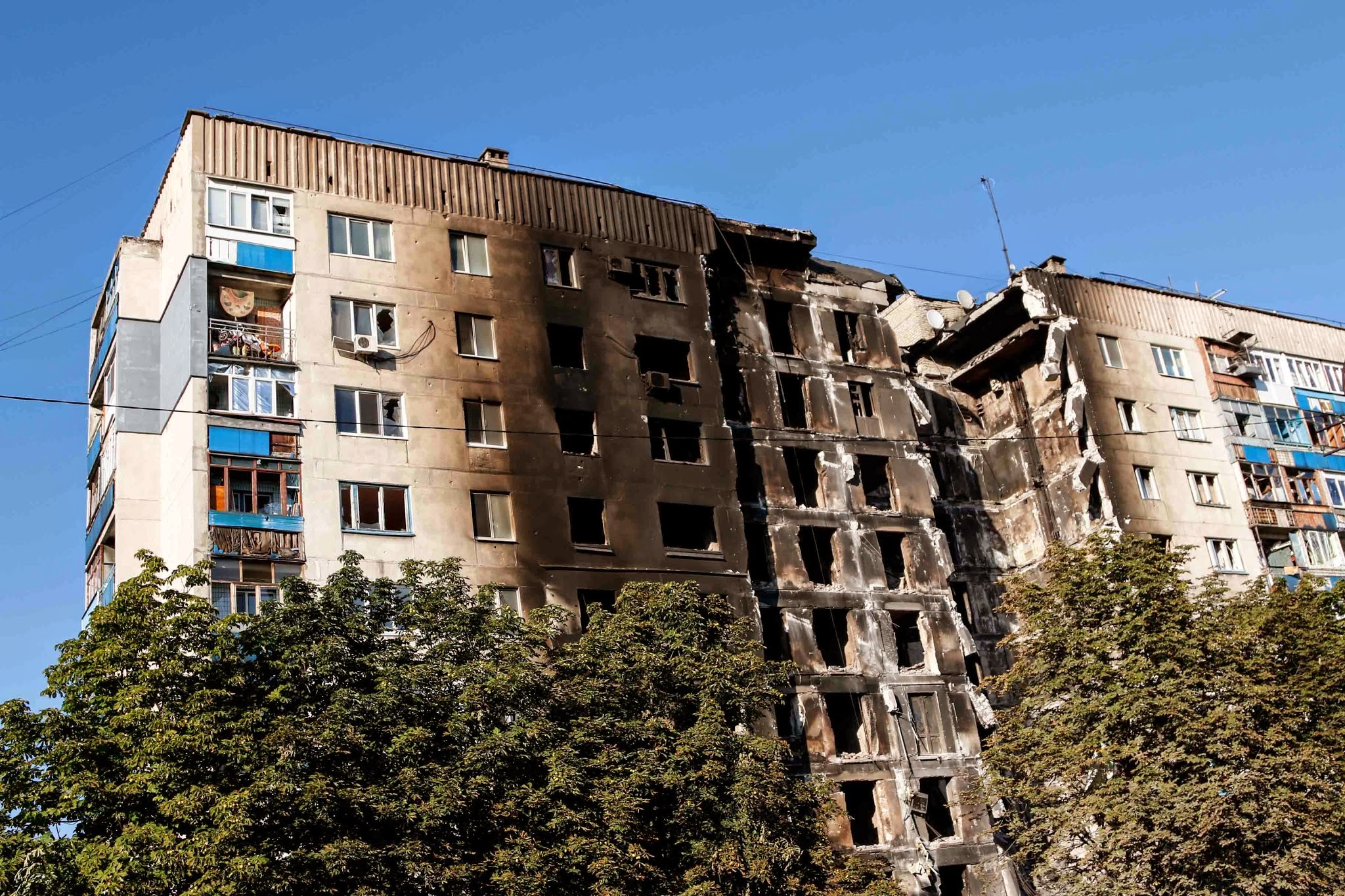
Kiégett lakóház Liszicsanszkban (2014. július 28.)

A folyamatos orosz segítség ellenére az ukrán előre nyomulás újraindult, ekkor a legsúlyosabb harcok a luhanszki repülőtéren és Liszicsanszkban zajlottak. Augusztus 3-ára az ukrán hadsereg csaknem egész Luhanszk megyét ellenőrzése alatt tartotta, egyedül a Luhanszk belvárosában ostrom alatt álló felkelők és az orosz határ mentén elhelyezkedő milíciák tartottak még ki. Amikor a putyini Oroszország látta, hogy a kelet-ukrajnai lázadás összeomlik, feladta addigi, hibrid hadviselésen alapuló stratégiáját és a közvetlen beavatkozás mellett döntött. Augusztus közepén felségjelzés nélküli orosz harckocsik és mintegy 12 ezer orosz katona érkezett a donbaszi szeparatista államokba, így a helyi szakadárok gyakorlatilag kisebbségben voltak a frontokon.
Az orosz intervenció hatására az ukrán erők visszavonultak a Donyec-folyón túlra és a szembenálló országok szeptember 15-én a minszki jegyzőkönyvben tűzszünetet kötöttek.
Valerij Bolotov 2014. augusztus 14-én lemondott elnöki pozíciójáról, az ezt követő választásokat pedig Igor Venyegyiktovics Plotnyickij nyerte meg, a Béke Luhanszkért nevű párt vezetője.

### A Luganszki Népköztársaság története 2015 és 2022 között

#### Külpolitika
Az első minszki jegyzőkönyv során megkötött tűzszünet nem tartott sokáig, először 2015 januárjában a donyecki repülőtérnél újultak ki a harcok, majd a donyecki győzelem után az egész frontvonal mentén újrakezdődött a háború. Luhanszkban a Donyec-folyó mentén zajlottak a legkeményebb összecsapások. A Minszk II elnevezésű tűzszüneti egyezmény után egészen 2022-ig folytatódtak a szórványos lövöldözések a frontvonalak mentén, de a konfliktus nem eszkalálódott olyan mértékben mint 2014-ben és 2015-ben.

#### Belpolitika

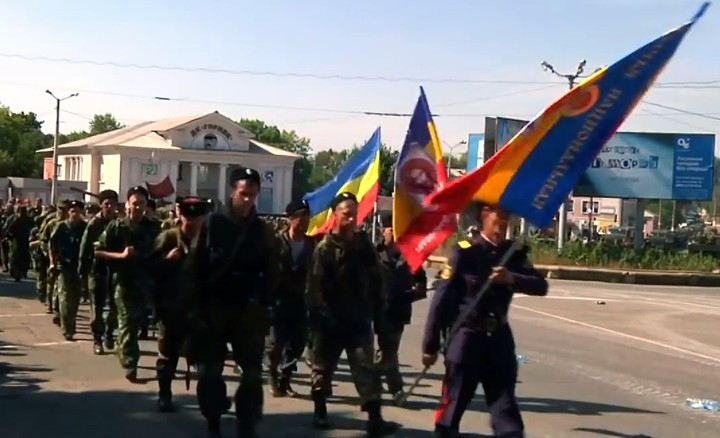
Kozák milicisták Perevalszkban

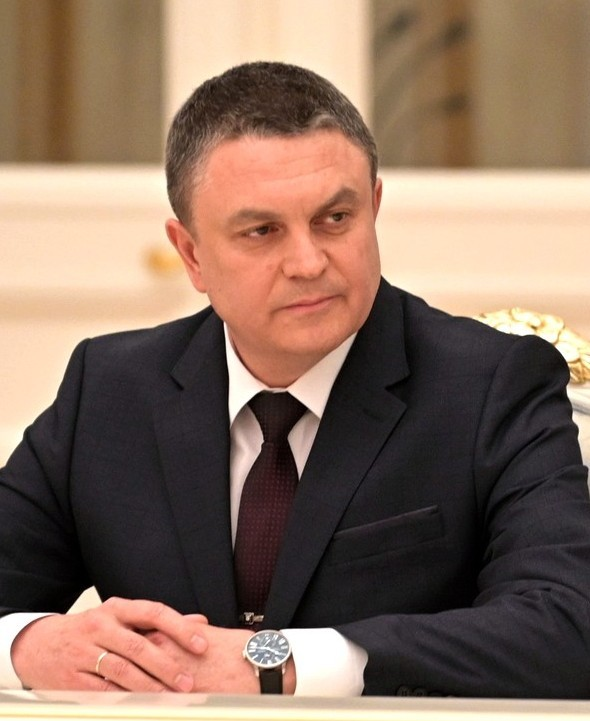
Leonyid Paszicsnyik, a Luganszki Népköztársaság elnöke 2017 óta

A népköztársaság belpolitikáját az állam fennállása során végig a nagyfokú bizonytalanság, a mindent átható militarizmus és paranoia jellemezte.
Az első komoly belső konfliktus a doni kozák milíciák vezetőjének, Nyikolaj Ivanovics Kozicin atamánnak a nevéhez fűződik, aki nem ismerte el Bolotov, majd Plotnyickij vezető szerepét sem a mozgalomban. Nem értett egyet a népköztársaság függetlenné válásával, hanem egy kozák állam létrehozását tervezte a Luhanszki és az oroszországi Volgográdi területen. A kozákok 2014 októberében ellenőrzésük alatt tartották a megye nagy részét és Antracit központtal saját államigazgatást kezdtek el szervezni. A népköztársaság számos milicista parancsnoka sem értett egyet a minszki jegyzőkönyv aláírásával és szövetkeztek Igor Plotnyickij elnök ellen. A feszültségek 2015 januárjában rövid polgárháború kitöréséhez vezettek, ennek során a Plotnyickijhez hű erők először legyőzték a kozákokat, majd egy belső tisztogató akció keretében a Luganszki Népköztársaság számos prominens vezetőjét ölték meg, köztük Alekszandr Bednovot, a Batman zászlóalj parancsnokát.
Egy évvel később újabb tisztogatási hullám kezdődött az államban, miután 2016 augusztusában sikertelen merényletet kíséreltek meg Plotnyickij ellen. Számos korábbi oroszbarát aktivistának kellett elhagynia az országot és Gyennagyij Cipkalovot, a kváziállam korábbi miniszterelnökét puccskísérlettel vádolták meg, majd a népköztársaság hatóságai egy pincében halálra kínozták és a halálát öngyilkosságnak állították be.
2017-ben a népköztársaság belügyminiszterét, Igor Kornetet a helyi bíróság elítélte egy ingatlan jogtalan birtoklásáért, ezért Plotnyickij menesztette a posztjáról. Kornet nem törődött bele a helyzetbe, hanem puccsot szervezett az elnök ellen. 2017. november 21-én a Kornethez hűséges fehér karszalagos milicisták megszállták a kormányzati épületeket, majd heves tűzharc tört ki Luhanszk belvárosában, amelynek civil áldozatai is voltak. A puccs győzelme után Plotnyickij „egészségügyi okokra” hivatkozva lemondott és az új elnök Leonyid Paszicsnyik, a korábbi állambiztonságért felelős miniszter lett, Kornet pedig belügyminiszter maradt.
2018-ban választásokat tartottak a népköztársaságban, amelyen a szavazatok 69%-ával Paszicsnik győzött. Az egyetlen ország által sem elismert szavazás érdekessége volt, hogy Magyarországról is érkezett egy politikus választási megfigyelőnek, a Jobbikos Samu Tamás Gergő. Samu „fair, demokratikus választásként” értékelte az eseményeket, ahol az emberek „boldogan hagyták el a szavazófülkéket”. Az eset egyébként a Jobbikon belül is vitát váltott ki.

### 2022-es orosz-ukrán háború

A kelet-ukrajnai front aktuális térképe

A 2021–2022-es orosz-ukrán válság fontos állomása volt, amikor 2022. február 21-én Oroszország elismerte a Luganszki és a Donyecki Népköztársaság függetlenségét. Putyin ezzel együtt bejelentette hogy „békefenntartókat” küldenek a két kváziállamba, ezzel hivatalossá téve az orosz katonai jelenlétet. Február 24-én Oroszország teljeskörű inváziót indított Ukrajna ellen. A háború keleti frontján, Luhnaszknál is megindult a támadás, amelyben a népköztársaság erői is részt vesznek. Az oroszok először a megye északi részét foglalták el, majd megindult a támadás a Donyec partján fekvő ikervárosok, Liszicsanszk és Szjevjerodoneck ellen. A Szjevjerodonecki csata június 25-én orosz győzelemmel ért véget, és július 3-án elesett Liszicsanszk is, így az egész megye a szeparatisták kezére került. Ennek következménye lehet a szíriai kormány lépése is, ami szerint június 29-én hivatalosan elismerte a két szakadár köztársaság függetlenségét.